# Джей (Мен)
Джей (англ. Jay) — місто (англ. town) в США, в окрузі Франклін штату Мен. Населення — 4620 осіб (2020).

## Демографія
Згідно з переписом 2010 року, у місті мешкала 4851 особа в 2032 домогосподарствах у складі 1394 родин. Було 2252 помешкання
Расовий склад населення:
| - 98,1 % — білих - 0,4 % — корінних американців - 0,3 % — азіатів - 0,2 % — чорних або афроамериканців |

До двох чи більше рас належало 0,9 %. Частка іспаномовних становила 1,4 % від усіх жителів.
За віковим діапазоном населення розподілялося таким чином: 22,1 % — особи молодші 18 років, 60,5 % — особи у віці 18—64 років, 17,4 % — особи у віці 65 років та старші. Медіана віку мешканця становила 43,3 року. На 100 осіб жіночої статі у місті припадало 96,3 чоловіків;  на 100 жінок у віці від 18 років та старших — 94,5 чоловіків також старших 18 років.
Середній дохід на одне домашнє господарство  становив 65 084 долари США (медіана — 59 769), а середній дохід на одну сім'ю — 71 758 доларів (медіана — 67 167). Медіана доходів становила 50 909 доларів для чоловіків та 40 506 доларів для жінок. За межею бідності перебувало 8,1 % осіб, у тому числі 8,7 % дітей у віці до 18 років та 12,9 % осіб у віці 65 років та старших.
Цивільне працевлаштоване населення становило 2427 осіб. Основні галузі зайнятості: освіта, охорона здоров'я та соціальна допомога — 28,3 %, роздрібна торгівля — 14,5 %, виробництво — 12,1 %, сільське господарство, лісництво, риболовля — 10,5 %.